# 北野唯我
北野 唯我（きたの ゆいが、1987年 - ）は、日本の実業家。作家。

## 経歴
- 兵庫県に生まれる[1]。2010年に神戸大学経営学部を卒業後、博報堂に入社。経営企画局・経理財務局で勤務。その後、ボストンコンサルティンググループを経て、2016年、ワンキャリアに参画。2020年同社の取締役就任。2021年10月東京証券取引所マザーズ市場に上場[2][3]
- 情報経営イノベーション専門職大学客員教員(2020)[4]
- 2020年8月頃、CAMPFIRE community にて事前審査型オンラインコミュニティ「SHOWS」を主催。

## 著書

### 単著
- 『このまま今の会社にいていいのか?と一度でも思ったら読む 転職の思考法』ダイヤモンド社、2018年6月21日
- 『天才を殺す凡人 職場の人間関係に悩む、すべての人へ』日本経済新聞出版社、2019年1月17日
- 『分断を生むエジソン』講談社、2019年11月28日
- 『OPENNESS(オープネス) 職場の「空気」が結果を決める』ダイヤモンド社、2019年11月28日
- 『これからの生き方。 自分はこのままでいいのか？ 問い直すときに読む本』世界文化社、2020年8月5日
- 『仕事の教科書 きびしい世界を生き抜く自分のつくりかた』日本図書センター、2022年3月22日

### 編著
- 『トップ企業の人材育成力 ―ヒトは「育てる」のか「育つ」のか』さくら舎、2019年4月4日

## 受賞歴
- 「BEYOND MILLENNIALS（ビヨンド・ミレニアルズ） Game Changer 2019｣を受賞[5]
- 「日本の人事部 HRアワード2019」書籍『天才を殺す凡人 職場の人間関係に悩む、すべての人へ』が書籍部門入賞を受賞[6]
- 「ITエンジニア本大賞2020」書籍『天才を殺す凡人 職場の人間関係に悩む、すべての人へ』がビジネス書部門ベスト10を受賞[7]
- 「読者が選ぶビジネス書グランプリ2020」書籍『天才を殺す凡人 職場の人間関係に悩む、すべての人へ』が自己啓発部門賞を受賞[8]